# Campeonato Chileno de Futebol de 1992 - Terceira Divisão
O Campeonato Chileno de Futebol de Terceira Divisão de 1991 (oficialmente Campeonato Oficial de Fútbol de la Tercera División de Chile 1991) foi a 12ª edição do campeonato do futebol do Chile, terceira divisão. Os 31 clubes jogam em turno e returno em quatro grupos regionalizados com 8 participantes. Os cinco melhores de cada grupo vão à segunda fase, onde os dois melhores de cada grupo vão para o quadrangular final, onde o campeão é promovido para o Campeonato Chileno de Futebol de 1993 - Segunda Divisão. Os três últimos colocados de cada grupo vão à segunda fase (torneio de descenso), onde - em dois novos grupos - os dois últimos de cada grupo iriam para um quadrangular de rebaixamento, onde os dois piores colocados eram rebaixados para o Campeonato Chileno de Futebol de 1993 - Quarta Divisão

## Participantes
| Equipe                                        | Cidade                     | Região                           | No ano anterior                                                      | Estádio                                               | Capacidade | Títulos        | Participações |
| --------------------------------------------- | -------------------------- | -------------------------------- | -------------------------------------------------------------------- | ----------------------------------------------------- | ---------- | -------------- | ------------- |
| Club Deportivo Rengo                          | Rengo                      | Região de O'Higgins              | Quarto Lugar (Grupo 02)                                              | Estádio Municipal Guillermo Guzmán Díaz               | 5.000      | 0 (não possui) | 7             |
| Club Deportivo Defensor Casablanca            | Casablanca                 | Região de Valparaíso             | Décimo Lugar (Grupo 03)                                              | Raúl Vargas Verdejo                                   | 2.500      | 0 (não possui) | 12            |
| Club de Deportes Maipo                        | Isla de Maipo              | Região Metropolitana de Santiago | Quinto Lugar (Grupo 02)                                              | ----                                                  | ---        | 0 (não possui) | 12            |
| Club Social y Deportivo Goodyear              | Maipú                      | Região Metropolitana de Santiago | Oitavo Lugar (Grupo 02)                                              | ---                                                   | --         | 0 (não possui) | 12            |
| Club Deportivo Municipal Talagante            | Talagante                  | Região Metropolitana de Santiago | Sétimo Lugar (Grupo 03)                                              | Estádio Municipal Lucas Pacheco Toro                  | ---        | 0 (não possui) | 11            |
| Iván Mayo Club de Fútbol                      | Villa Alemana              | Região de Valparaíso             | Quinto Lugar (Grupo 03)                                              | Estádio Ítalo Composto Scarpatti                      | 3.000      | 0 (não possui) | 9             |
| Corporación Club de Deportes Santiago Morning | Independencia              | Metropolitana de Santiago        | Sétimo Lugar (Liga de Ascenso)                                       | Santa Laura                                           | 22.375     | 1 (1984)       | 8             |
| Juventud Ferro                                | Chimbarongo                | Região de O'Higgins              | Sexto Lugar (Grupo 02)                                               | Estádio Municipal de Chimbarongo                      | --         | 0 (não possui) | 7             |
| Club de Deportes Laja                         | Laja                       | Região de Bío-Bío                | Quarto Lugar (Liga de Ascenso)                                       | Estádio Facela                                        | 3.000      | 1 (1982)       | 8             |
| Club Deportivo Municipal Las Condes           | Las Condes                 | Região Metropolitana de Santiago | Terceiro Lugar (Liga de Ascenso)                                     | ----                                                  | ---        | 0 (não possui) | 5             |
| Club de Deportes Malleco Unido                | Angol                      | Região de Araucanía              | Quarto Lugar (Grupo 01)                                              | Estádio Municipal Alberto Larraguibel Morales         | 4.000      | 0 (não possui) | 4             |
| Athletic Club Barnechea                       | Lo Barnechea               | Região Metropolitana de Santiago | Sexto Lugar (Grupo 02)                                               | Estádio Municipal de Lo Barnechea                     | 2.500      | 0 (não possui) | 4             |
| Unión Veterana Peumo                          | Peumo                      | Região de O'Higgins              | Nono Lugar (Grupo 02)                                                | ----                                                  | ---        | 0 (não possui) | 3             |
| Club Deportivo Compañia de Teléfonos          | Pedro Aguirre Cerda        | Região Metropolitana de Santiago | Nono Lugar (Grupo de Ascenso)                                        | ---                                                   | -----      | 0 (não possui) | 3             |
| Club Deportivo Tricolor Municipal             | Paine                      | Região Metropolitana de Santiago | Décimo Lugar (Grupo 02)                                              | Estádio Municipal de Paine                            | ---        | 0 (não possui) | 8             |
| Juventud Puente Alto                          | Puente Alto                | Região Metropolitana de Santiago | Oitavo Lugar (Liga de Ascenso)                                       | Estádio Municipal de Puente Alto                      | 1.900      | 0 (não possui) | 6             |
| Club Deportivo Cóndor San Antonio             | San Antonio                | Região de Valparaíso             | Sexto Lugar (Liga de Ascenso)                                        | Estádio Municipal Doctor Olegario Henríquez Escalante | 2.000      | 0 (não possui) | 2             |
| Club Provincial Curicó Unido                  | Curicó                     | Região de Maule                  | Quinto Lugar (Liga de Ascenso)                                       | Estádio La Granja                                     | 8.000      | 0 (não possui) | 4             |
| Club Deportivo General Velásquez              | San Vicente de Tagua Tagua | Região de O'Higgins              | Sexto Lugar (Grupo 01)                                               | Estádio Municipal Augusto Rodríguez                   | 3.000      | 1 (1986)       | 6             |
| Club Deportivo San Luis                       | Quillota                   | Região de Valparaíso             | Vice Campeão                                                         | Estádio Municipal Lucio Fariña Fernández              | 7.500      | 0 (não possui) | 2             |
| Club Deportivo Valdivia                       | Valdivia                   | Região de Los Lagos              | Décimo Lugar (Grupo de Ascenso)                                      | align="center"\|Estádio Parque Municipal de Valdivia  | 5.300      | 0 (não possui) | 8             |
| Club Universitario de Temuco                  | Temuco                     | Região de Araucanía              | Oitavo Lugar (Grupo 01)                                              | Estádio Municipal Germán Becker                       | 20.930     | 0 (não possui) | 2             |
| Deportivo Los Náuticos                        | Talcahuano                 | Região de Bío-Bío                | Quinto Lugar (Grupo 01)                                              | Estádio El Morro                                      | 7.152      | 0 (não possui) | 2             |
| Club de Deportes Ñublense                     | Chillán                    | Região de Bío-Bío                | Rebaixado do Campeonato Chileno de Futebol de 1991 - Segunda Divisão | Estádio Bicentenário Municipal Nelson Oyarzún         | 12.000     | 1 (1976)       | 1             |
| Club de Deportes Lozapenco                    | Penco                      | Região de Bío-Bío                | Rebaixado do Campeonato Chileno de Futebol de 1991 - Segunda Divisão | ---                                                   | --         | 1 (1989)       | 2             |
| Deportes Linares                              | Linares                    | Região de Maule                  | Rebaixado do Campeonato Chileno de Futebol de 1991 - Segunda Divisão | Estádio Fiscal de Linares                             | 7.000      | 0 (não possui) | 1             |
| Club de Deportes Ovalle                       | Ovalle                     | Região de Coquimbo               | Rebaixado do Campeonato Chileno de Futebol de 1991 - Segunda Divisão | Estádio Municipal de Ovalle                           | 8.000      | 0 (não possui) | 1             |
| Cobreandino                                   | Los Andes                  | Região de Valparaíso             | Rebaixado do Campeonato Chileno de Futebol de 1991 - Segunda Divisão | Estádio Regional de Los Andes                         | 2.500      | 1 (1985)       | 1             |
| Club Deportivo Gasco                          | Santiago                   | Metropolitana de Santiago        | Acesso pelo Campeonato Chileno de Futebol de 1991 - Quarta Divisão   | ---                                                   | --         | 0 (não possui) | 3             |
| Club de Deportes Mulchén Unido                | Mulchén                    | Região de Bío-Bío                | Acesso pelo Campeonato Chileno de Futebol de 1991 - Quarta Divisão   | ---                                                   | --         | 0 (não possui) | 1             |
| Club Deportivo Flecha                         | La Ligua                   | Região de Valparaíso             | Acesso pelo Campeonato Chileno de Futebol de 1991 - Quarta Divisão   | ---                                                   | --         | 0 (não possui) | 1             |
| Club Deportivo Chiprodal                      | Graneros                   | Região de O'Higgins              | Acesso pelo Campeonato Chileno de Futebol de 1991 - Quarta Divisão   | ---                                                   | --         | 0 (não possui) | 1             |

## Campeão
| Campeão Chileno Terceira Divisão 1992                   |
| ------------------------------------------------------- |
| Club de Deportes Ñublense (Chillán) (1º título) Campeão |